# Новочарлык (Саратовская область)
Новочарлык — посёлок сельского типа в Энгельсском районе Саратовской области. Входит в состав Безымянского муниципального образования (сельского поселения).
Население — 14 (2019)

## История
Основан в 1860 году как дочерняя колония Ней-Лауб (Новотарлык) Нижне-Караманского колонистского округа, с 1871 года — Нижне-Караманской волости Новоузенского уезда Самарской губернии. Название — по наименованию колонии выхода.
С 1918 года в составе Антоновского (Мариентальского) района Трудовой коммуны (области) немцев Поволжья (с 1924 года — АССР немцев Поволжья), с 1922 года — в составе Мариентальского кантона. С 1 января 1935 года — в составе Лизандергейского кантона. Административный центр Ней-Лаубского сельсовета. В голод 1921 года родилось 146 человек, умерло — 170. В 1926 году действуют начальная школа, изба-читальня, кооперативная лавка, сельсовет.
28 августа 1941 года был издан Указ Президиума ВС СССР о переселении немцев, проживающих в районах Поволжья, немецкое население депортировано, село, как и другие населённые пункты Лизандергейского кантона, было включено в состав Саратовской области. С 1942 года — в составе Безымянского района, с 1959 года — Терновского района (с 1963 года — Энгельсский район).

## Физико-географическая характеристика
Посёлок находится в Низком Заволжье, в пределах Сыртовой равнины, относящемся к Восточно-Европейской равнине, на правом берегу реки Нахой, у плотины водохранилища. Высота центра населённого пункта — 62 метра над уровнем моря. Рельеф местности полого-увалистый. Почвы тёмно-каштановые солонцеватые и солончаковые.
Просёлочными дорогами посёлок связан с селом Широкополье (12 км) и посёлком Солонцово (8,5 км). По автомобильным дорогам расстояние до административного центра сельского поселения села Безымянное составляет 30 км, районного центра города Энгельс — 60 км, до областного центра города Саратова — 72 км. Ближайшая железнодорожная станция расположена в селе Безымянном.
Часовой пояс
Новочарлык, как и вся Саратовская область, находится в часовой зоне МСК+1. Смещение применяемого времени относительно UTC составляет +4:00.

## Население
Динамика численности населения
| 1860 | 1883 | 1889 | 1897 | 1905 | 1910 | 1920 | 1922 | 1923 | 1926 | 1931 |
| ---- | ---- | ---- | ---- | ---- | ---- | ---- | ---- | ---- | ---- | ---- |
| 400  | 1062 | 1191 | 1434 | 1857 | 2261 | 2293 | 1824 | 1898 | 1928 | 2061 |

В 1931 году немцы составляли 98 % населения села.
| 2010 | 2019 |
| ---- | ---- |
| 7    | ↗14  |